# Kauhajärvi (sjö i Södra Österbotten)
Kauhajärvi är en sjö i Finland. Den ligger i kommunen Lappo i landskapet Södra Österbotten, i den centrala delen av landet, 300 km norr om huvudstaden Helsingfors. Kauhajärvi ligger 76,3 meter över havet. Den är 13 meter djup. Arean är 2,19 kvadratkilometer och strandlinjen är 8,37 kilometer lång. Sjön  ingår i Lappo å huvudavrinningsområde.   I omgivningarna runt Kauhajärvi växer i huvudsak blandskog. Den sträcker sig 3,1 kilometer i nord-sydlig riktning, och 1,1 kilometer i öst-västlig riktning.